# 유조변
유조변 또는 유조변책, 유조변장은 청나라가 만주를 보호하기 위해 만든 버드나무속 목책이다.
그러나 한족의 촹관둥과 한민족의 간도 개척을 끝내 막아내지 못했다.

## 같이 보기
- 틈관동